# Mr. Sandman
Mr. Sandman (cuya traducción en América Latina es Manjar de Ojos) es el décimo quinto episodio de la segunda temporada de la serie de televisión estadounidense de drama/policíaco/sobrenatural/Fantasía oscura: Grimm. El guion principal del episodio fue escrito por Alan DiFiore, y la dirección general estuvo a cargo de Norberto Barba.
El episodio se transmitió originalmente el 22 de marzo del año 2013 por la cadena de televisión NBC. En Latinoamérica el episodio fue emitido el 22 de julio del mismo con subtítulos y doblaje al español disponibles por el canal Unniversal Chanel, cuatro meses después de su emisión original.
En este episodio Monroe, Hank y Rosalee deben encontrar la manera de detener los brutales y horribles asesinatos de un Wesen parecido a una mosca, luego de que Nick termina cegado por la peligrosa criatura. Por otra parte Juliette recurre a la ayuda de Rosalee para poder reparar sus recuerdos.

## Argumento
Molly Fisk, una mujer que pertenece a una comunidad de una iglesia, es atacada y asesinada por un Jinammuru Xunte, un wesen parecido a una mosca que se le escupe una especie de arena roja y se alimenta de sus lágrimas, justo antes de dejar que Molly sufra un accidente que la causa la muerte. Esa misma noche, Nick, Hank, Monroe y Rosalee tienen una cena donde comienzan a discutir y a especular sobre la especie y las motivaciones del capitán Renard. Esa misma noche Sean Renard tiene una aterradora visión de despertar al lado de Juliette Silverton, justo antes de verla transformarse en una anciana y rogarle que la ame como antes.
A la mañana siguiente Nick, Wu y Hank son llamados para investigar la muerte de Molly. El examen realizado al cadáver de la víctima revela que la misma sufrió de una especie de ceguera que solo suele ocurrir en África debido a la presencia de parásitos que devoraron en gran manera los ojos de Molly. Tomando los datos del caso en el que trabajan, Nick y Hank investigan en el tráiler de la tía Marie y terminan descubriendo a los Jinammuru Xunte, una especie de Wesen mosca que se alimenta de las lágrimas de personas gracias a unos parásitos que pone en los ojos de sus víctimas a través de una neblina roja que pueden exhalar.
En la tienda de Especias, Juliette le hace una pequeña visita a Rosalee para comentarle las visiones que ha estado teniendo desde que se sometió a su cura. Rosalee la consuela y la lleva hasta su casa para asegurarse de que llegue con bien, pero no puede hacer nada al respecto tras ser incapaz de ver una extraña sombra que atormenta a la veterinaria.
En Viena, Adalind Schade es visitada por una amiga Hexenbiest de nombre Frau Pech, quien está consciente de todas las cosas que le han acontecido y se compromete ayudarla en sus propósitos.
De regreso a Portland, Andre ataca a una nueva víctima, pero se ve en la obligación de huir luego de ser atrapado en el acto por Casey, la hermana de la víctima. Nick, Hank y Wu usan la llamada de Casey para rastrear a Andre en una cesión de rehabilitación, pero durante la persecución, Nick termina siendo infectado por los parásitos del Jinnamuru Xunte. Hank lleva a Nick a la tienda de especias, donde Rosalee comenta que la única cura para el proceso de ceguera es aplicando una poción realizada a partir de los ojos del Jinnamuru Xunte. No obstante Nick consigue adaptarse rápidamente a su condición, gracias en gran medida a sus poderes regenerativos que le impiden perder sus ojos rápidamente a su vez que desarrolla habilidades de reflejo al aumentar sus otros sentidos.
Luego de percatarse de la posibilidad de que Casey sea el próximo objetivo de Andre, el grupo entero consigue impedir que el malvado Jinnamuru Xunte acabe con otra víctima, aunque es Nick quien consigue derrotar a la criatura con ayuda de sus recién adquiridos reflejos. Con uno e los ojos transformados del wesen; Hank, Rosalee y Monroe consiguen rescatar la vista de Nick. Mientras que Andre trata de aprovechar la distracción para escabullirse y escapar, pero es apuñalado por Casey.
Poco después un emocionado Nick decide practicar un poco sus habilidades de defensa al vendarse los ojos y confiar en el resto de sus sentidos.
En el hogar de Juliette, la veterinaria finalmente descubre que la extraña sombra que solo ella puede ver no es más que un recuerdo de su exnovio, que finalmente ha comenzado a tener forma.

## Elenco
- David Giuntoli como Nick Burkhardt.
- Russell Hornsby como Hank Griffin.
- Bitsie Tulloch como Juliette Silverton.
- Silas Weir Mitchell como Monroe.
- Sasha Roiz como el capitán Renard.
- Reggie Lee como el sargento Wu.
- Bree Turner como Rosalee Calvert.

## Producción
La frase tradicional al comienzo del episodio es sacada de un relato que tiene como protagonista una versión más oscura y misteriosa de Sandman, un personaje que de acuerdo al folclore de varias culturas, es el encargado de ayudar a las personas a conseguir el sueño.
La canción Mister Sandman es utilizada en el episodio.

### Guion
En un artículo de TvGuide donde se entrevistó a los miembros del elenco sobre las novedades de wesen que involucraban los nuevos episodios, la actriz Bitsie Tulloch dio unos pequeños detalles: 

"Tenemos un concepto muy moderno y cool de Rumplestilskin, que es genial. También están haciendo uno, que una especie de versión del Sr. Sandman que involucra unos parásitos".

En el mismo artículo, Sasha Roiz agregó un poco más a las declaraciones de su compañera:

"Pero es una muy, muy violenta y grotesca versión del Sr. Sandman, como las que hacemos siempre".

### Continuidad
- Adalind revela que no sabe quién de los dos hermanos Renard es el padre de su bebé.
- Nick aprende nuevas habilidades tras quedar ciego de manera temporal.
- Juliette comienza a recuperar sus recuerdos de Nick.

## Recepción

### Audiencia
En el día de su transmisión original en los Estados Unidos por la NBC, el episodio fue visto por un total de 4.500.000 de telespectadores. Sin embargo el total de personas que vieron y descargaron el episodio en internet fue de 7.390.000

### Crítica
Kevin McFarland de AV Club le dio a episodio una B- en una categoría de la A a la F argumentando: "Explorar algunas características aterradoras, en vez de usar la historia como una base sólida, o como punto de partida en la narración de la historia, dan como resultado un caso común de la semana con una decepcionante carencia de ambición. Eso es parte del desarrollo de Grimm, pues cuando utiliza como base una historia madura, las metas poco destables de la serie resultan decepcionantes."